# Tadjoura (Djibouti)
Tadjourah
Pour les articles homonymes, voir Tadjourah.

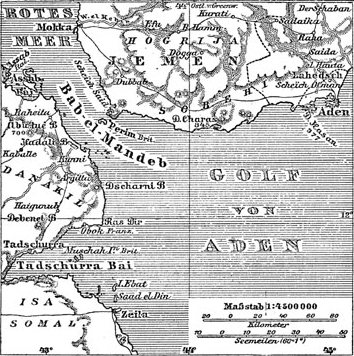
Carte de la région d'Aden vers 1888.

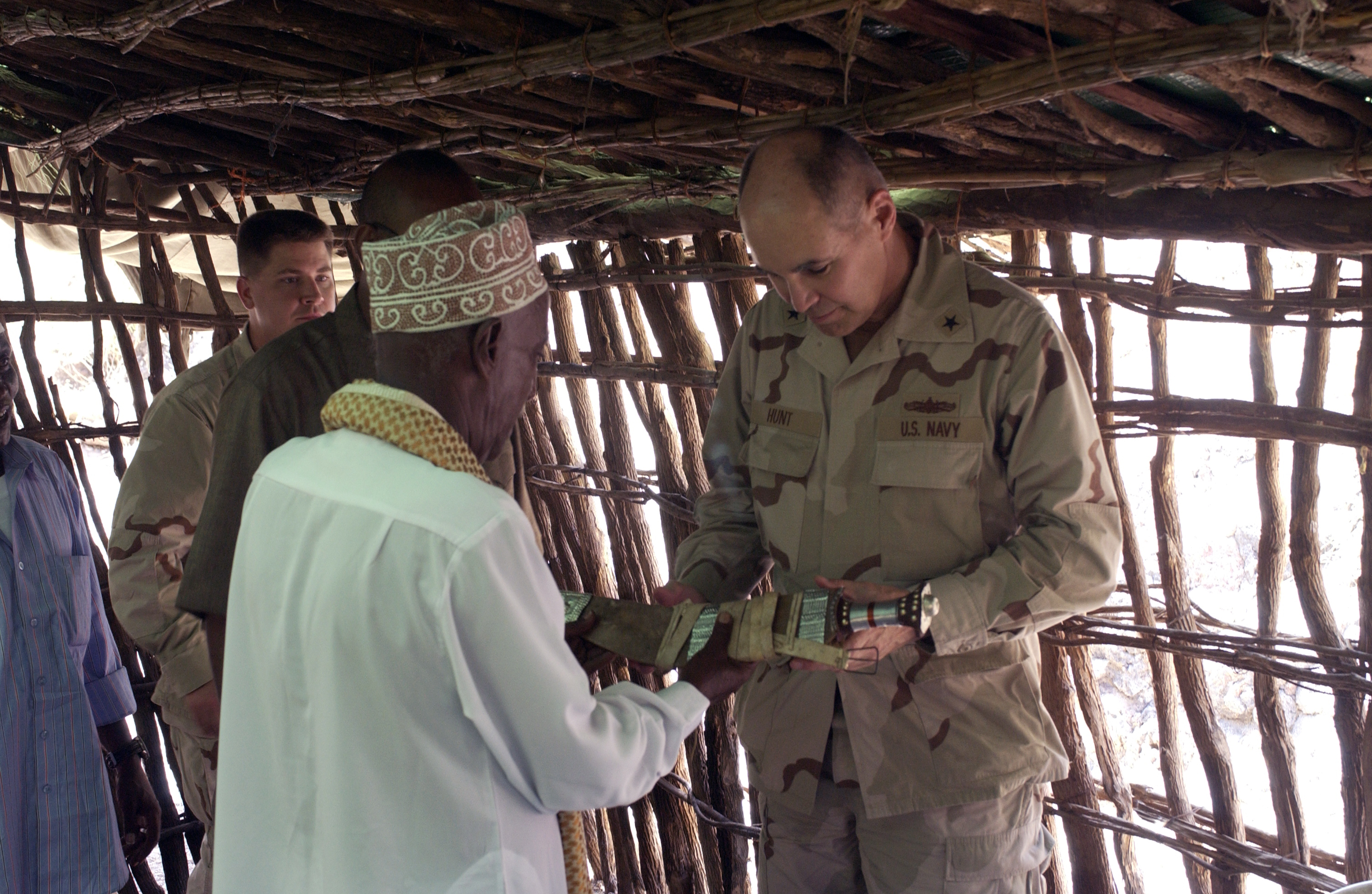
L'ancien sultan de Tadjoura, Aboulaker Moumat Houmed, et Richard W. Hunt, commandant de la Combined Joint Task Force Horn of Africa.

Tadjoura ou Tadjourah (Tagórri en afar, تاجورة Tağūrra en arabe) est la plus ancienne ville située sur le territoire de Djibouti. Cette ville littorale, située au nord-ouest du golfe éponyme, est le chef-lieu du district et de la région de Tadjoura.
Par sa population, Tadjoura est la deuxième ville du pays, après Djibouti. C'est une ville historique afar 

## Géographie

### Situation
La ville est située sur la côte nord du golfe de Tadjoura, dans le sud-est de la région de Tadjoura et la partie nord-est de la république de Djibouti.

### Géologie et relief
Tadjoura se situe au niveau de la mer.

### Climat
Le climat de Tadjoura est de type tropical semi-aride, avec une température moyenne annuelle de 26.5 °C et un total de 186 mm de précipitations par an.
La réserve naturelle du parc national de la Forêt de Day est un reste de forêt primaire. Son existence montre la ressource en eau comme le cascade de Bankoualé, également utilisée pour l'élevage et une petite production de fruits et légumes.

### Transports
Tadjoura est desservie par la Nationale 9, par un aéroport, ainsi que par des ferries assurant la liaison avec Djibouti, la capitale.

## Toponymie
Le nom francisé Tadjoura provient de la forme arabisée Tağūrra, elle-même issue du nom afar Tagórri, signifiant « celui qui a des outres à puiser », faisant référence à la relative richesse en eau de la ville.

## Histoire
Tadjoura est la plus ancienne ville du territoire djiboutien, siège du sultanat afar d'Ad-Ali depuis le XVIe siècle. Elle aurait eu 3 000 habitants au milieu du XIXe siècle, seulement 800 vers 1890. La ville a subi cinq incendies au XIXe siècle. Deux volontaires à la suite de conflits, en 1814 et 1866, et trois accidentels, en 1893, 1897 et 1905.
Comme de nombreux commerçants, Arthur Rimbaud est passé à Tadjoura d'avril à octobre 1886, en se rendant à Harar. Il est possible d'y visiter une maison dite de Rimbaud, où le poète aurait vécu.

## Économie
Tadjoura, dirigé par les sultans afars, a été un des ports principal du commerce entre l'Éthiopie et la mer Rouge. Ivoire, blé, durra, miel, or, plumes d'autruches mais également esclaves, arrivaient par caravanes en provenance des hauts plateaux du Choa. 
Malgré l'abolition du commerce des esclaves par décret du 26 octobre 1889[Où ?], celui-ci se poursuit sans doute jusqu'aux années 1930.
Tadjoura a aussi été, dans la seconde moitié du XIXe siècle, un point de transit pour le commerce des armes à destination de l'Éthiopie et du Shewa. L'importance commerciale de la ville décline à partir de la création de Djibouti en 1888, puis la construction du chemin de fer entre Djibouti et Addis-Abeba à partir de 1897, qui atteint Dire Dawa en 1902 et Addis-Abeba en 1917.
Le port a été ré-aménagé et modernisé en 2000 pour un coût de 1,64 million de dollars, et inauguré le 10 octobre par le président Ismail Omar Guelleh.
Un nouveau port, une voie ferroviaire et une route vers l'Éthiopie sont en cours de réalisation (2014).

## Politique et administration

### Sultans
Entre 1985 et le 17 mai 2019, date de sa mort, le sultan de Tadjoura est Abd'ul Kadir bin Hummad bin Muhammad bin Arbahim (dit aussi Abdoulkader Houmed).

### Jumelages
- Almería (Espagne)
- Mocha (Yémen)

## Population et société

### Démographie
En 2010, Tadjoura compte 48 093 habitants, ce qui en fait la troisième ville la plus peuplée de la république de Djibouti, derrière Djibouti et Ali Sabieh.[réf. nécessaire]

## Culture et patrimoine

### Lieux et monuments
- Golfe de Tadjoura
- Maisons coloniale en corail
- Togori eela, puits historique qui se situe au cœur de la ville ; c'est le puits d’où viendrait le nom « Tadjoura »[réf. nécessaire]
- Plage des Sables blancs

### Personnalités liées à la ville
- Aboubaker Pacha et son fils Bourhan
- Ali Aref Bourhan, président du conseil de gouvernement de 1958 à 1977, petit-fils de Bourhan
- Arthur Rimbaud et Jules Borelli ont séjourné à Tadjoura en 1885
- Henry de Monfreid, navigateur, écrivain et trafiquant d'armes, a résidé à Tadjoura de 1911 à 1913, avant de passer à Obock
- Jean-François Deniau, homme politique, écrivain, qui a résidé à proximité à divers moments,
- Ibrahim Mohamed Sultan, homme politique
- Dileita Mohamed Dileita, Personnalité politique

### Liens
- Notices d'autorité :   - VIAF
  - BnF (données)
  - LCCN
  - Israël
  - WorldCat